# 東京大学大学院理学系研究科物理学専攻・理学部物理学科

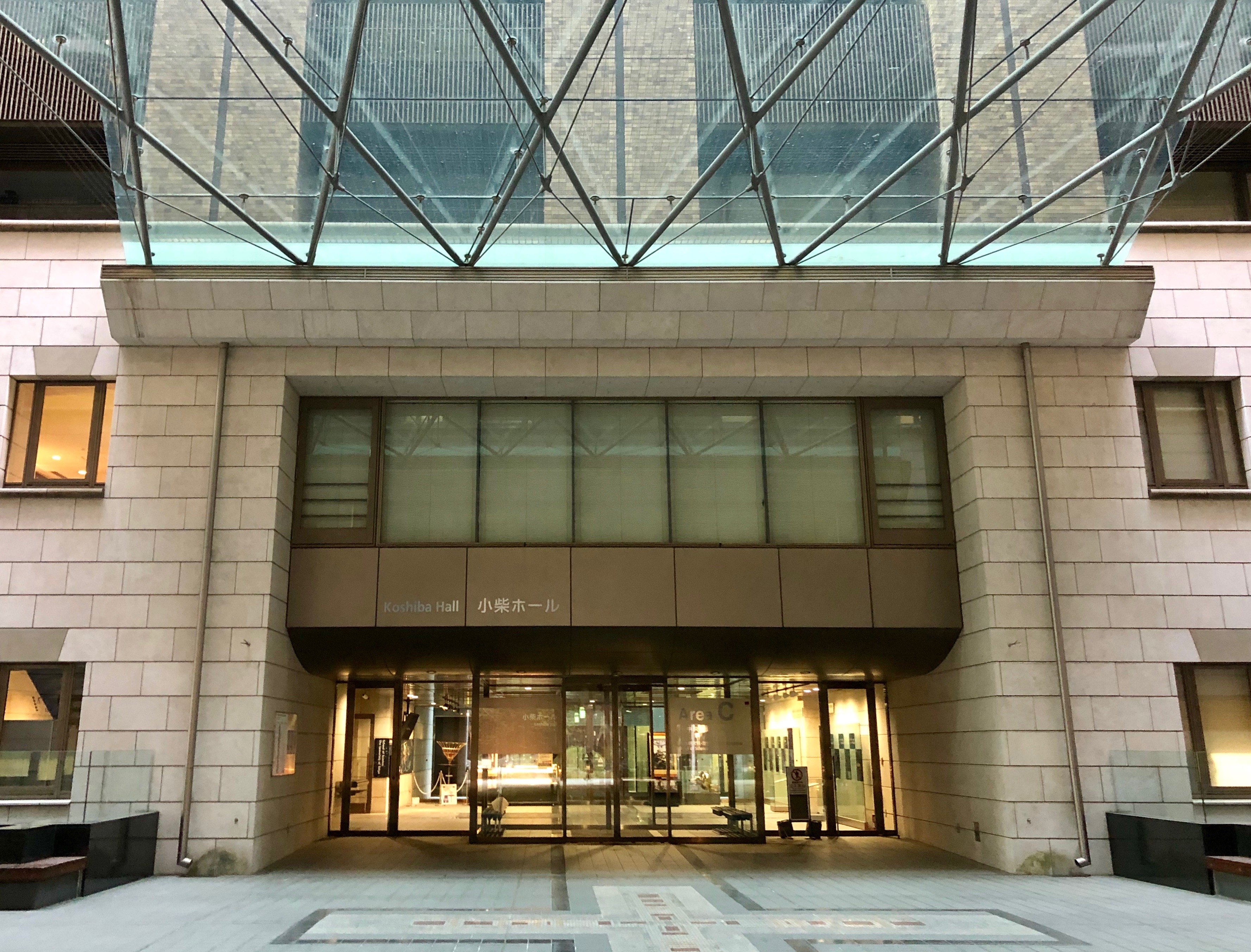
小柴ホール

東京大学大学院理学系研究科物理学専攻（英語: Department of Physics, Graduate School of Science）は、東京大学大学院理学系研究科の専攻。東京大学理学部物理学科（英語: Department of Physics, Faculty of Science）は、東京大学理学部の学科。略称は理物（りぶつ）。1875年（明治8年）設立。

## 概要
1875年（明治8年）設立の東京開成学校物理学科を起源とする日本最古の物理学科である。
現在の専攻長・学科長は小形正男。
教授から東京大学総長を山川健次郎、茅誠司、有馬朗人、五神真の計4名輩出している。

## 沿革

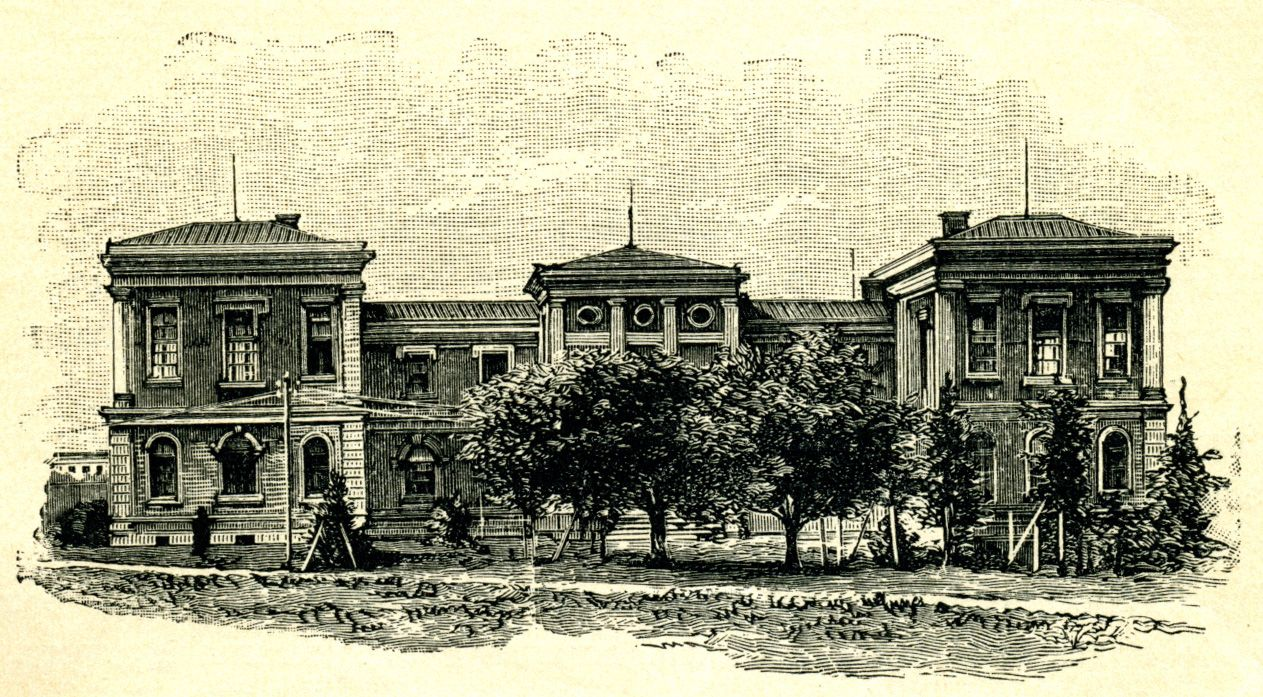
物理研究棟

公式サイトより引用。

### 明治
| 明治 8 | 南校仏語部、開成学校諸芸学科（仏語）を継承して東京開成学校に（仏語）物理学科創設さる。 |
| 明治10 | 東京開成学校と東京医学校を合併、法・理・文・医学部を設置し「東京大学」を創設。理学部に元開成学校の化学科、工学科に加えて数学、物理学、星学、生物学、地質学、採鉱学の諸科を設置。数学、物理学、星学は合わせて物理学科として運営。 |
| 明治12 | 初めて学士号の学位授与式を挙行。明治１０年７月以降の全学卒業生５５名。内物理学科１２名。 |
| 明治14 | 理学部の数学物理学及星学科を数学科・物理学科・星学科の３学科に分離。 |
| 明治34 | 理科大学物理学科教授山川健次郎、総長に就任。 |
| 〃     | 理科大学の物理学科を理論物理学科と実験物理学科の２学科に改編。応用数学講座廃止、理論物理学講座開設。 |

### 大正
| 大正 8 | 帝国大学令改正（分科大学を廃して学部を置く）。理論物理学科と実験物理学科を物理学科に統合。 |
| 大正15 | 理学部１号館（旧館）を新築。物理学科移転。                                                 |

### 昭和
| 昭和26 | 理学部、従来の１１学科を５学科に改編、天文学科、地球物理学科、物理学科を各教室として物理学科に統合。 |
| 昭和30 | 理学部１号館増築（物理学教室）。                                                                     |
| 昭和32 | 理学部物理学科教授茅誠司、総長に就任。                                                               |
| 昭和42 | 物理学科を再び分離し理学部に天文学科と地球物理学科を設置。                                           |
| 昭和44 | 理学部４号館増築（物理学科）。                                                                       |
| 昭和48 | 物理学科卒業生江崎玲於奈 ノーベル物理学賞を受賞。                                                    |

### 平成
| 平成 1 | 理学部物理学科教授有馬朗人、総長に就任。                                                                            |
| 平成 5 | 情報科学、物理学、天文学、地球惑星物理学、地理学の5専攻が改組整備され、理学系研究科として12専攻すべてが整備された。 |
| 平成10 | 理学系研究科・理学部西棟の竣工。                                                                                    |
| 平成14 | 物理学科名誉教授 小柴昌俊 ノーベル物理学賞を受賞。                                                                  |
| 平成17 | 理学系研究科・理学部中央棟の竣工。                                                                                  |
| 平成20 | 物理学科卒業生 南部陽一郎 ノーベル物理学賞を受賞。                                                                  |
| 平成27 | 理学系研究科物理学専攻教授五神真、総長に就任。                                                                      |
| 〃     | 物理学専攻教授・宇宙線研究所所長 梶田隆章 ノーベル物理学賞を受賞。                                                  |
| 平成30 | 理学系研究科・理学部東棟の竣工                                                                                      |

## 講座
- 基幹講座
  - 基礎物性学講座
  - 物性物理学講座
  - 量子多体物理学講座
  - 宇宙物理学講座
  - 生物物理学講座
  - 数理物理学講座
  - 素粒子物理学講座
  - 量子光学講座
  - 電磁流体物理学講座
  - 基礎物理学講座
- 協力講座（素粒子実験物理学、先端物理学、原子核科学、初期宇宙論）
- 連携講座（学際理学、極限核物理学、重イオン加速器学）

## 出身者
ノーベル物理学賞受賞者を4名（小柴、南部、梶田、眞鍋）、フィールズ賞受賞者（小平）を1名輩出している。
- 有馬朗人（学・博） - 文部科学大臣、日本科学技術振興財団
- 江崎玲於奈（学・博） - ノーベル物理学賞
- 梶田隆章（博[3]）- ノーベル物理学賞
- 小柴昌俊（学[4]）- ノーベル物理学賞
- 小平邦彦（学[5]） - フィールズ賞
- 南部陽一郎（学・博）- ノーベル物理学賞
- 眞鍋淑郎（学[6]）- ノーベル物理学賞